# 5184 Cavaillé-Coll
5184 Cavaillé-Coll è un asteroide della fascia principale. Scoperto nel 1990, presenta un'orbita caratterizzata da un semiasse maggiore pari a 2,1568005 UA e da un'eccentricità di 0,0324877, inclinata di 4,00029° rispetto all'eclittica.